# Abacetus crebrepunctatus
Abacetus crebrepunctatus es una especie de escarabajo terrestre de la subfamilia Pterostichinae.  Fue descrito por Straneo en 1975. 